# Žiri
Žiri là một khu tự quản (tiếng Slovenia: občine, số ít – občina) trong vùng Gorenjska của Slovenia. Žiri có diện tích 49.3 km2, dân số là theo điều tra ngày 31 tháng 3 năm 2002 là 4868 người. Thủ phủ khu tự quản Žiri đóng tại Žiri.